# Enoh
A nu se confunda cu Enoh (fiul lui Cain).
Enoh, potrivit Genezei:5, este al șaptelea patriarh. El este fiul lui Iared, care este fiul lui Mahalaleel, fiul lui Cainan, fiul lui Enos, fiul lui Set, fiul lui Adam.
Primul fiu al lui Enoh este Metusala, născut la 65 de ani. Matusalem este tatăl lui Lameh, tatăl lui Noe.
Conform Bibliei, Enoh a trăit pe Pământ 365 de ani apoi nu a murit, ci a fost luat de către Dumnezeu.
Conform cu Luca 3:37, Enoh apare în genealogia lui Iisus.
Exegetul medieval Radak⁠(en)[traduceți] era de părere că Enoh și Sfântul Ilie au murit ca orice alți oameni obișnuiți, chiar dacă au reînviat în Grădina Edenului.